# 德纳姆斯普林斯 (路易斯安那州)
德纳姆斯普林斯（英語：Denham Springs），是美国路易斯安那州下属的一座城市。根据2010年美国人口普查，该市有人口10,215人。建置上，属于“city”。